# Bundesautobahn 65
La Bundesautobahn 65, abbreviata anche in A 65, è una autostrada tedesca che collega la città di Ludwigshafen e l'autostrada A 61 con la città di Wörth am Rhein, vicino a Karlsruhe. Ne è previsto il completamento, con un tratto lungo una dozzina di km, verso il confine francese in direzione di Strasburgo.

## Percorso
| A 65 |           |                                        |       |                |                |
| Tipo | n° uscita | Indicazione                            | km    | Corrispondenze | Strada europea |
|      | 5a        | Ludwigshafen Sud                       | 100,0 |                |                |
|      | 5b        | Ludwigshafen Oggersheimer Strasse      | 100,6 |                |                |
|      | 6         | Mutterstadt                            | 101,6 |                |                |
|      | 7         | Incrocio di Mutterstadt                | 103,4 |                |                |
|      | 8         | Dannstadt - Schauernheim               | 105,0 |                |                |
|      | 9         | Hochdorf - Assenheim                   | 106,1 |                |                |
|      | 10        | Hassloch                               | 112,2 |                |                |
|      | 11        | Deidesheim                             | 114,9 |                |                |
|      | 12        | Neustadt Nord                          | 117,5 |                |                |
|      | 13        | Neustadt Sud                           | 121,2 |                |                |
|      | 14        | Edenkoben                              | 126,2 |                |                |
|      |           | Area di Servizio "Pfalzer Weinstrasse" | 128,2 |                |                |
|      | 15        | Landau Nord                            | 133,1 |                |                |
|      | 16        | Landau Zentrum                         | 136,8 |                |                |
|      | 17        | Landau Sud                             | 139,0 |                |                |
|      | 18        | Insheim                                | 141,0 |                |                |
|      | 19        | Rohrbach                               | 143,1 |                |                |
|      | 20        | Kandel Nord                            | 147,2 |                |                |
|      | 21        | Kandel Mitte                           | 150,4 |                |                |
|      | 22        | Kandel Sud                             | 152,2 |                |                |
|      | 23        | Wörth Dorschberg                       | 155,8 |                |                |
|      | 24        | Wörther Kreuz                          | 158,7 |                |                |